# Eugenia bayatensis
Eugenia bayatensis är en myrtenväxtart som beskrevs av Ignatz Urban. Eugenia bayatensis ingår i släktet Eugenia och familjen myrtenväxter. IUCN kategoriserar arten globalt som starkt hotad. Inga underarter finns listade i Catalogue of Life.